# هيو هولاند
هيو هولاند (بالإنجليزية: Hugh Holland)‏ (و. 1569 – 1633 م) هو شاعر من المملكة المتحدة، وويلز، توفي عن عمر يناهز 64 عاماً.

## التعليم
تعلم في مدرسة وستمنستر، وكلية الثالوث، كامبريدج.